# Тройкърсти
Тройкърсти или Тройкръсти (на македонска литературна норма: Тројкрсти) е село в южната част на Северна Македония, община Прилеп.

## География
Селото е разположено в областта Пелагония.

## История
В XIX век Тройкърсти е българско село в Прилепска кааза на Османската империя. В „Етнография на вилаетите Адрианопол, Монастир и Салоника“, издадена в Константинопол в 1878 година и отразяваща статистиката на населението от 1873 година, Тройкръсти (Troïkrasti) е посочено като село със 16 домакинства с 63 жители българи.
На Етнографската карта на Битолския вилает на Картографския институт в София от 1901 година Тройкърсти е чисто българско село в Прилепската каза на Битолския санджак с 15 къщи.
Според статистиката на Васил Кънчов („Македония. Етнография и статистика“) от 1900 година Тройкърсти има 150 жители, всички българи християни.
В началото на XX век българското население на селото е под върховенството на Българската екзархия. По данни на секретаря на екзархията Димитър Мишев („La Macédoine et sa Population Chrétienne“) през 1905 година в Тройкърсти има 112 българи екзархисти.
При избухването на Балканската война в 1912 година 1 човек от селото са доброволец в Македоно-одринското опълчение.
Според преброяването от 2002 година селото има 81 жители, от които 80 северномакедонци и един друг.

## Личности
Родени в Тройкърсти
- Иван Димов – Пашата (1878 – 1907), български революционер